# Reynaldo dos Santos
Pour les articles homonymes, voir Dos Santos.
Reynaldo dos Santos, né le 3 décembre 1880 à Vila Franca de Xira et mort le 6 mai 1970 à Lisbonne, est un médecin et historien d'art portugais. Il présida l'Académie nationale des Beaux-Arts du Portugal et l'Académie des Sciences de Lisbonne.